# 1960年ローマオリンピック
1960年ローマオリンピック（1960ねんローマオリンピック）は、1960年にイタリアのローマで開催されたオリンピック競技大会。ローマ1960（Rome 1960、Roma 1960）と呼称される。
開会式・閉会式、ならびに各種目を含めた総入場券発行枚数は318万2122枚、収入総額は当時の為替レート換算で15億3707万412円に上った。

## 招致までの経緯
ローマは1908年の大会の開催地に決まっていたものの、財政的な理由で大会を返上しムッソリーニ時代にも第12回大会（1940年）の開催地に名乗り出たが、東京の強い要請を受けて最終的には立候補を降りていた経緯がある。
今回の大会の立候補地はローマの他、ローザンヌ（スイス）、ブリュッセル（ベルギー）、ブダペスト（ハンガリー）、デトロイト（アメリカ）、メキシコシティ（メキシコ）、東京（日本）の7都市であった。1955年6月15日、第50次IOC総会において3回目の投票で最終的に35対24でローザンヌを押さえ開催地に決定した。
東京は1回目の投票でわずか4票にとどまり（他国の得票はローマが15、ローザンヌが14、ブダペストが8、メキシコシティが6、デトロイトが6、ブリュッセルが6。）、落選した。
| 都市           | 国             | 1回目 | 2回目 | 3回目 |
| -------------- | -------------- | ----- | ----- | ----- |
| ローマ         | イタリア       | 15    | 26    | 35    |
| ローザンヌ     | スイス         | 14    | 21    | 24    |
| デトロイト     | アメリカ合衆国 | 6     | 11    | -     |
| ブダペスト     | ハンガリー     | 8     | 1     | -     |
| ブリュッセル   | ベルギー       | 6     | -     | -     |
| メキシコシティ | メキシコ       | 6     | -     | -     |
| 東京           | 日本           | 4     | -     | -     |

## ハイライト
- ソ連が1952年のヘルシンキオリンピック以来3度目の参加で、初めてアメリカを抜いて金メダル獲得数で首位に立った。以後、2つの超大国はスポーツでも競争を激化させていった。
- ハンガリーのアラダー・ゲレビッチが、6回連続となる金メダルを獲得する。
- 日本は次回1964年東京オリンピックの開催国として強化の途上にあったが、前回の1956年メルボルンオリンピックと並ぶ金4個になり、総数では18個（金4、銀7、銅7）と前回を1個下回った。男子体操では団体5連覇のスタートとなり、小野が2大会連続の金メダル獲得と活躍したが、前回金を獲得した競泳やレスリングで逃し、躍進にはもう一歩で終わった。
- マラソンで優勝したアベベはローマのコースを裸足で駆け抜け、一躍有名になった。アベベの母国エチオピアにとっては、かつて自国へ侵攻したイタリアの首都における勝利という政治的な意味も持っていた。
- 自転車の男子団体ロードレースでは、デンマークの選手達がトレーナーから興奮剤のアンフェタミンを投与されて出場した結果、レース後にヌット・エネマルク・イェンセンが死亡し、他2人が入院するという事件が起こった。これにより、国際オリンピック委員会（IOC）ではようやくオリンピックでのドーピング防止対策が本格的に検討されるようになった。
- ボクシングライトヘビー級で金メダルを獲得したクレイ（後のモハメド・アリ）はアメリカに帰国後、レストランへの入店を黒人差別を理由に拒否されたことへの抗議として、金メダルを川に投げ捨てた話が有名になった（弟によると創作であるとのこと）。36年後、アトランタオリンピックでIOCはアリに改めて金メダルを授与した。
- 南アフリカのオリンピック参加は、このローマ大会を最後に途絶えることとなった。同国のアパルトヘイト政策に対する国際的批判がその原因で、同国の復帰はアパルトヘイト政策が中止され、黒人中心の新政権が発足した後の1992年バルセロナオリンピックまで32年間を要した。
- 前回の1956年メルボルンオリンピックの盛り上がらなかった閉会式の反省から、陸上は日程の後半となった。
- イタリアでは全競技がテレビ放送された[1]。

## 主な競技会場
- スタディオ・オリンピコ
- スタディオ・フラミニオ
- スタディオ・オリンピコ・デル・ヌオート
- パラエウル
- ベロドロモ・オリンピコ
- パラゼット・デッロ・スポルト
- スタディオ・アルテミオ・フランキ (フィレンツェ)
- スタディオ・オリンピコ・カルロ・ゼッキーニ
- スタディオ・トンマーゾ・ファットーリ
- スタディオ・アルマンド・ピッキ
- スタディオ・アドリアティコ
- スタディオ・サン・ニコラ

## 関連項目

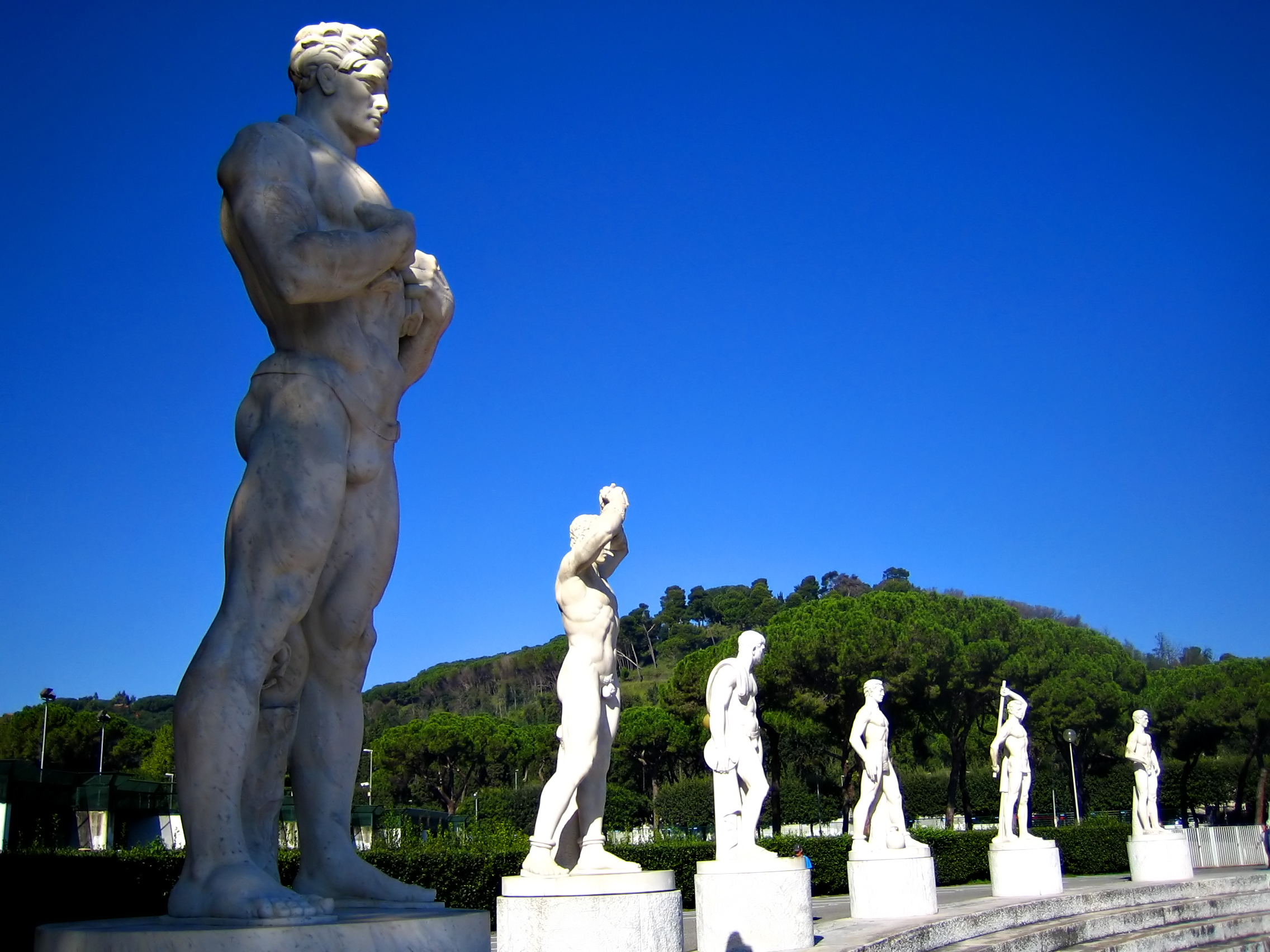
ファロ・イタリコ

## 実施競技
- 陸上競技
- 競泳
- 飛込
- 水球
- サッカー
- ボート
- ホッケー
- ボクシング
- 体操
- バスケットボール

- レスリング
- セーリング
- ウエイトリフティング
- 自転車
- 馬術
- フェンシング
- 射撃
- 近代五種競技
- カヌー

## 各国の獲得メダル
| 順 | 国・地域           | 金 | 銀 | 銅 | 計  |
| -- | ------------------ | -- | -- | -- | --- |
| 1  | ソビエト連邦       | 43 | 29 | 31 | 103 |
| 2  | アメリカ合衆国     | 34 | 21 | 16 | 71  |
| 3  | イタリア（開催国） | 13 | 10 | 13 | 36  |
| 4  | 東西統一ドイツ     | 12 | 19 | 11 | 42  |
| 5  | オーストラリア     | 8  | 8  | 6  | 22  |
| 6  | トルコ             | 7  | 2  | 0  | 9   |
| 7  | ハンガリー         | 6  | 8  | 7  | 21  |
| 8  | 日本               | 4  | 7  | 7  | 18  |
| 9  | ポーランド         | 4  | 6  | 11 | 21  |
| 10 | チェコスロバキア   | 3  | 2  | 3  | 8   |